# Noasauridae
Los noasáuridos (Noasauridae) son una familia de dinosaurios terópodos abelisauroideos que vivieron entre el Jurásico superior y el Cretácico superior.

## Descripción
De dimensiones generalmente más bien pequeñas, los noasáuridos eran depredadores activos que vivieron en los continentes meridionales en el desde mediados del Jurásico hasta el Cretácico Tardío. Los primeros restos fósiles del género tipo, Noasaurus, fueron recuperados en excavaciones de saurópodos titanosaurios en el Nordeste de Argentina (de aquí el nombre Noasaurus, "lagarto del noroeste de Argentina"), y comprendían una mandíbula parcial de aspecto extrañamente alto y acortado, y una gran garra recurvada, desproporcionada con respecto al resto del cuerpo. Los descubridores, Jaime Powell y José F. Bonaparte en 1980, pensaron que esta garra extensible en vida se situaba en los dedos de los pies, de un modo semejante a la de los dromeosáuridos de los continentes septentrionales. La forma de la garra, sin embargo, era muy diferente en los dos grupos de depredadores, y probablemente también era el caso del tendón de anclaje.
Bonaparte y Powell, también señalaron similitudes con otra línea de terópodos recientemente descubiertos, los abelisáuridos. La hipótesis era que en América del Sur, en el Cretácico Superior, las barreras naturales que aislaban al continente provocaron el desarrollo de una línea de depredadores endémicos, los ceratosaurios abelisaurios, con formas muy diversas que llegaron a ocupar diferentes nichos ecológicos. Los noasáuridos, en este contexto serían los equivalentes de los dromeosáuridos, en un claro ejemplo de convergencia evolutiva.
En 1999, el descubrimiento en Madagascar de un animal muy similar a Noasaurus con restos mucho más completos, al que se le denominó Masiakasaurus, permitió establecer que la presunta garra extensible de las patas en realidad pertenecía a la "mano" del animal. Los noasáuridos, por lo tanto, no eran dinosaurios similares a los dromeosáuridos, sino que fueron confundidos como tales (en un caso similar al de otros dinosaurios de grandes garras inicialmente interpretados como dromeosáuridos como Megaraptor y Baryonyx). A diferencia de los cráneos de los abelisáuridos, los cuales son altos y profundos, el cráneo de Masiakasaurus es largo y bajo. El hueso lacrimal y los postorbitales alrededor de los ojos poseen una textura llena de proyecciones rugosas. Sin incluir la modificaciones en las mandíbulas y dientes, el cráneo de Masiakasaurus y posiblemente de otros noasáuridos posee muchas características generales de los ceratosaurios. En general, su morfología es intermedia entre la de los abelisáuridos y los ceratosaurios más basales.

## Modo de vida
Junto con los restos de Noasaurus se descubrieron numerosos huesos de aves enantiornitas: probablemente, estos depredadores cazaban presas pequeñas y ágiles como estas aves primitivas que tuvieron un gran desarrollo durante el Cretácico, gracias al gran agarre de los dedos con garras. Otros supuestos sobre su comportamiento se basan en el hecho de que los grandes garras les permitiría a los noasáuridos podrían atacar a presas mucho más grandes que ellos mismos, tal vez del tamaño de un saurópodo joven.

## Distribución
La clasificación de estos dinosaurios no es muy clara, dada la escasez de restos fósiles. El más antiguo representante conocido es el género Ligabueino, del Cretácico inferior argentino, que es también el más antiguo abelisaurio conocido. También en Argentina, en el Cretácico Superior se han encontrado a Noasaurus así como a Velocisaurus, ambos de restos incompletos. En India, sin embargo, algunos restos clasificados por Friedrich von Huene en los años 30 como Laevisuchus con toda probabilidad pertenecen a una noasáurido, mientras que Masiakasaurus proviene de Madagascar. Genusaurus vivió en Europa. A pesar de que estos dinosaurios fueron generalmente pequeños (de 70 centímetros en Ligabueino hasta los 2,4 metros de Noasaurus), un posible representante gigante del grupo, y también uno de los más antiguos, procede del Cretácico Medio del Norte de África: Deltadromeus, de unos 9 metros de largo.

## Taxonomía
La suddivisión de géneros de los Noasauridae sigue a Carrano, Loewen y Sertic, 2011 y Tortosa et al., 2013.
- ?Austrocheirus
- Berthasaura[7]
- Compsosuchus
- ?Dahalokely
- ?Deltadromeus
- Genusaurus
- ?Jubbulpuria
- Laevisuchus
- ?Ligabueino
- Masiakasaurus
- Noasaurus (género tipo)
- ?Ornithomimoides
- Velocisaurus

El siguiente cladograma se basa en el análisis filogenético publicado por Rauhut y Carrano en 2016, mostrando las relaciones entre los miembros de Noasauridae:
|  | Limusaurus                                                           |
|  |                                                                      |
|  | \| \| Chuandongocoelurus \| \| \| \| \| \| Elaphrosaurus \| \| \| \| |
|  |                                                                      |
|  | Chuandongocoelurus                                                   |
|  |                                                                      |
|  | Elaphrosaurus                                                        |
|  |                                                                      |

|  | Chuandongocoelurus |
|  |                    |
|  | Elaphrosaurus      |
|  |                    |

|  | Velocisaurus  |
|  |               |
|  | Noasaurus     |
|  |               |
|  | Masiakasaurus |
|  |               |

|  | Limusaurus                                                           |
|  |                                                                      |
|  | \| \| Chuandongocoelurus \| \| \| \| \| \| Elaphrosaurus \| \| \| \| |
|  |                                                                      |
|  | Chuandongocoelurus                                                   |
|  |                                                                      |
|  | Elaphrosaurus                                                        |
|  |                                                                      |

|  | Chuandongocoelurus |
|  |                    |
|  | Elaphrosaurus      |
|  |                    |

|  | Velocisaurus  |
|  |               |
|  | Noasaurus     |
|  |               |
|  | Masiakasaurus |
|  |               |

|  | Limusaurus                                                           |
|  |                                                                      |
|  | \| \| Chuandongocoelurus \| \| \| \| \| \| Elaphrosaurus \| \| \| \| |
|  |                                                                      |
|  | Chuandongocoelurus                                                   |
|  |                                                                      |
|  | Elaphrosaurus                                                        |
|  |                                                                      |

|  | Chuandongocoelurus |
|  |                    |
|  | Elaphrosaurus      |
|  |                    |

|  | Velocisaurus  |
|  |               |
|  | Noasaurus     |
|  |               |
|  | Masiakasaurus |
|  |               |

|  | Limusaurus                                                           |
|  |                                                                      |
|  | \| \| Chuandongocoelurus \| \| \| \| \| \| Elaphrosaurus \| \| \| \| |
|  |                                                                      |
|  | Chuandongocoelurus                                                   |
|  |                                                                      |
|  | Elaphrosaurus                                                        |
|  |                                                                      |

|  | Chuandongocoelurus |
|  |                    |
|  | Elaphrosaurus      |
|  |                    |

|  | Velocisaurus  |
|  |               |
|  | Noasaurus     |
|  |               |
|  | Masiakasaurus |
|  |               |

|  | Limusaurus                                                           |
|  |                                                                      |
|  | \| \| Chuandongocoelurus \| \| \| \| \| \| Elaphrosaurus \| \| \| \| |
|  |                                                                      |
|  | Chuandongocoelurus                                                   |
|  |                                                                      |
|  | Elaphrosaurus                                                        |
|  |                                                                      |

|  | Chuandongocoelurus |
|  |                    |
|  | Elaphrosaurus      |
|  |                    |

|  | Velocisaurus  |
|  |               |
|  | Noasaurus     |
|  |               |
|  | Masiakasaurus |
|  |               |

|  | Limusaurus                                                           |
|  |                                                                      |
|  | \| \| Chuandongocoelurus \| \| \| \| \| \| Elaphrosaurus \| \| \| \| |
|  |                                                                      |
|  | Chuandongocoelurus                                                   |
|  |                                                                      |
|  | Elaphrosaurus                                                        |
|  |                                                                      |

|  | Chuandongocoelurus |
|  |                    |
|  | Elaphrosaurus      |
|  |                    |

|  | Velocisaurus  |
|  |               |
|  | Noasaurus     |
|  |               |
|  | Masiakasaurus |
|  |               |

|  | Limusaurus                                                           |
|  |                                                                      |
|  | \| \| Chuandongocoelurus \| \| \| \| \| \| Elaphrosaurus \| \| \| \| |
|  |                                                                      |
|  | Chuandongocoelurus                                                   |
|  |                                                                      |
|  | Elaphrosaurus                                                        |
|  |                                                                      |

|  | Chuandongocoelurus |
|  |                    |
|  | Elaphrosaurus      |
|  |                    |

|  | Velocisaurus  |
|  |               |
|  | Noasaurus     |
|  |               |
|  | Masiakasaurus |
|  |               |

|  | Limusaurus                                                           |
|  |                                                                      |
|  | \| \| Chuandongocoelurus \| \| \| \| \| \| Elaphrosaurus \| \| \| \| |
|  |                                                                      |
|  | Chuandongocoelurus                                                   |
|  |                                                                      |
|  | Elaphrosaurus                                                        |
|  |                                                                      |

|  | Chuandongocoelurus |
|  |                    |
|  | Elaphrosaurus      |
|  |                    |

|  | Velocisaurus  |
|  |               |
|  | Noasaurus     |
|  |               |
|  | Masiakasaurus |
|  |               |